# Nanda van der Zee
Nanda van der Zee (Hilversum, 18 augustus 1951 – Utrecht, 24 maart 2014) was een Nederlands historica. Zij is vooral bekend geworden door haar onderzoek naar de lotgevallen van de Nederlandse Joden tijdens de Tweede Wereldoorlog en naar de rol van koningin Wilhelmina in deze periode.
Van der Zee stelt in haar boek Om erger te voorkomen dat de vlucht in mei 1940 van koningin Wilhelmina en haar familie naar Engeland al een jaar eerder werd voorbereid. Deze opvatting berust op ooit geheime maar nu toegankelijke Britse regeringsdocumenten uit deze periode.
Volgens Van der Zee heeft de koningin door haar vlucht er mede voor gezorgd dat er door de Duitsers een civiel bestuur werd ingesteld met Reichskommissar Seyss-Inquart aan het hoofd, terwijl Hitler voor de oorlog een zuiver militair bestuur voor het te bezetten Nederland wilde. Doordat hoge ambtenaren en allerhande bestuurlijke en juridische instanties gedemotiveerd werden door Wilhelmina's vlucht en omdat zij zich gebonden wisten aan reeds ver voor de oorlog gegeven Aanwijzingen, gingen zij met het civiele bestuur van de Duitse bezetters mee.
Doordat fanatieke Duitse nazi's zich in machtige posities van dit civiele bestuur nestelden, kon het gebeuren dat er juist vanuit Nederland percentueel meer Joden (± 75%) naar de vernietigingskampen gedeporteerd en aldaar vermoord werden. Dat is een hoger percentage dan in de meeste andere West-Europese bezette landen, met uitzondering van Luxemburg, waar het net zo hoog is. In Oost-Europa liggen de percentages en absolute aantallen over het algemeen veel hoger.
Deze zienswijze aangaande de relatie tussen Wilhelmina en de Nederlandse Jodenvervolging vond weinig steun onder Nederlandse historici. Hij wordt bestreden door onder meer de historicus Cees Fasseur, die een aantal boeken over koningin Wilhelmina heeft geschreven. Van der Zee vond Fasseurs lezing niet overtuigend.
In 1999 werd Van der Zee benaderd om een biografie over de historicus Loe de Jong te schrijven, maar deze opdracht gaf zij terug omdat zij weigerde haar werk vóór publicatie te laten toetsen door het Nederlands Instituut voor Oorlogsdocumentatie (NIOD).
Van der Zee trad in 1989 in het huwelijk met onderzoeker Pieter Lakeman. Later was zij gehuwd met de columnist en emeritus hoogleraar anesthesiologie Bob Smalhout. Van der Zee overleed op 62-jarige leeftijd aan de gevolgen van een ongelukkige val. Op 14 februari 2014 brak zij bij een val haar bovenarm en enkele ribben. Vervolgens kreeg zij meervoudig orgaanfalen, dat haar enkele weken later noodlottig werd.